# 418689 Gema
418689 Gema è un asteroide della fascia principale. Scoperto nel 2008, presenta un'orbita caratterizzata da un semiasse maggiore pari a 3,1265689 au e da un'eccentricità di 0,1430501, inclinata di 27,91258° rispetto all'eclittica.